# Jean-Baptiste Hugues
Pour les articles homonymes, voir Hugues.
Dominique Jean Baptiste Hugues est un sculpteur français né à Marseille le 15 avril 1849 et mort à Paris le 26 octobre 1930,.

## Biographie
Dominique Jean Baptiste Hugues naît le 15 avril 1849, au 9, rue Fontaine d'Arménie. Il est le fils de Jean François Hugues, tonnelier, et d'Ursula Anne Guien. Il est élève d'Antoine Bontoux à l'École des Beaux-arts de Marseille, puis d'Auguste Dumont et de Jean-Marie Bonnassieux aux Beaux-Arts de Paris. Par deux fois, il est lauréat du second prix au concours de Rome en 1872 et 1873, et obtient le grand prix de Rome de sculpture en 1875 avec le bas-relief en plâtre Homère, accompagné de son jeune guide, chante ses poésies dans une ville de la Grèce. Il est pensionnaire de la villa Médicis à Rome de 1876 à 1879 et obtient ses premiers succès au Salon avec Le Baptême du Christ (1878) et Jeune femme jouant avec son enfant (1880). De retour en France, il triomphe au Salon de 1882 avec Œdipe à Colone ainsi qu'à l'Exposition universelle de Paris de 1889 et à celle de 1900. En 1897, il est nommé professeur de modelage à l'École nationale supérieure des beaux-arts et membre du Conseil supérieur de l'enseignement en 1905.
Il acquit de son vivant une honnête renommée, ses œuvres exposées au Salon étaient toujours commentées par les critiques et littérateurs de l'époque. Son œuvre aborde avec le même élan le décor monumental aussi bien que la statuaire, le bibelot et l'édition d'art, la polychromie ou l'Art nouveau. Travaillant essentiellement pour des commandes de l'État ou de riches particuliers, il a réalisé plusieurs sculptures d'extérieur comme La Fontaine des Danaïdes square Stalingrad à Marseille, ou ornementales comme La Gravure à la Bibliothèque nationale de France, des frontons et bas-reliefs pour des monuments tels que le Petit Palais à Paris. Son travail très diversifié s'illustre par des bustes, des fontaines ou des plafonds de grands restaurants parisiens.
Jean-Baptiste Hugues est nommé chevalier de la Légion d'honneur le 29 octobre 1889 ; la décoration lui est remise par le peintre Jean-Joseph Weerts. Il est promu officier du même ordre le 30 mai 1903.

## Œuvres dans les collections publiques

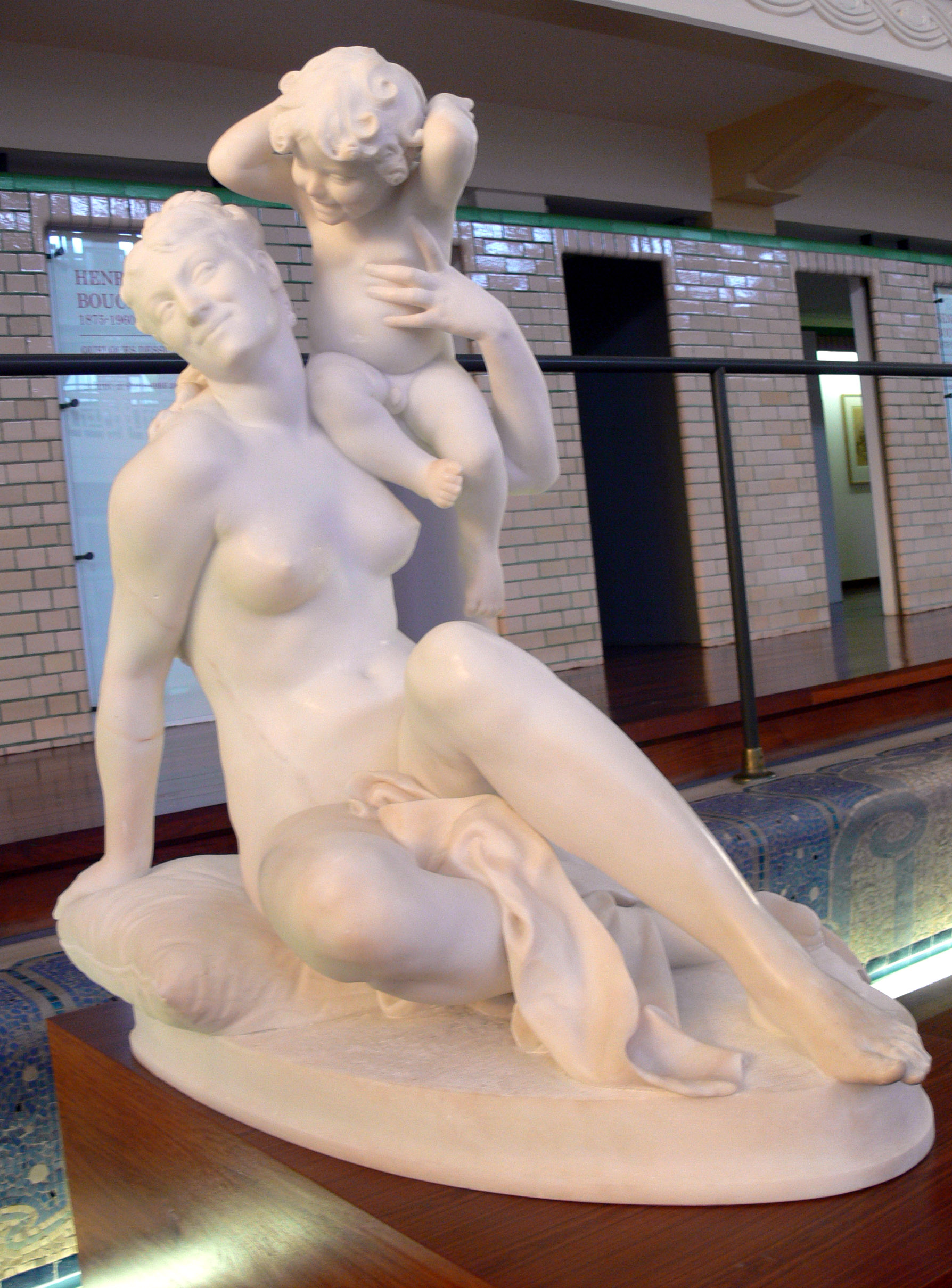
La Mère et l'enfant jouant (1881), Roubaix, La Piscine.

- Arras, musée des Beaux-Arts : Ravenne, 1898, statue en marbre et bronze avec incrustations de pierre bleue, 45 × 43 × 27 cm[Noet 1],[7].
- Belfort, musée d'Art et d'Histoire :
  - La Femme et l'enfant, 1875-1880, marbre ;
  - L'Île au trésor, 1893, marbre ;
  - Jeanne d'Arc, 1895, terre cuite ;
  - Les Danaïdes, 1901, terre cuite ;
  - Projet de monument aux morts, 1920, terre cuite ;
  - Les Ombres de Paolo et Francesca aux Enfers, sans date, plâtre ;
  - Diane et Endymion, sans date, terre cuite ;
  - La Rieuse, sans date, bronze ;
  - Mélancolie, sans date, bronze.
- Chartres, jardin d'horticulture : Muse de la source, marbre[Noet 2]. Un version identique en marbre et bronze et d'une dimension légèrement supérieure est conservée au musée d'Orsay.
- Choisy-le-Roi, jardin de la mairie : Le Potier à son tour, 1897, marbre (180 × 167 × 107 cm[Noet 3].
- Ivry-sur-Seine, hôtel de ville : L'Électricité et La Terre cuite, 1895, deux hauts-reliefs en pierre ornant les niches de la façade[Noet 4].
- Le Mans, musée de Tessé : Venise, 1897, buste en marbre et bronze doré[Noet 5].
- Marseille :
  - esplanade de la Tourette (de 1966 à 2017, place Fontaine-Rouvière) : Monument au chevalier Roze, 1880, buste en bronze, (130 × 80 × 120 cm[Noet 6].Fontaine des Danaïdes (1907, détail), Marseille, square Stalingrad.

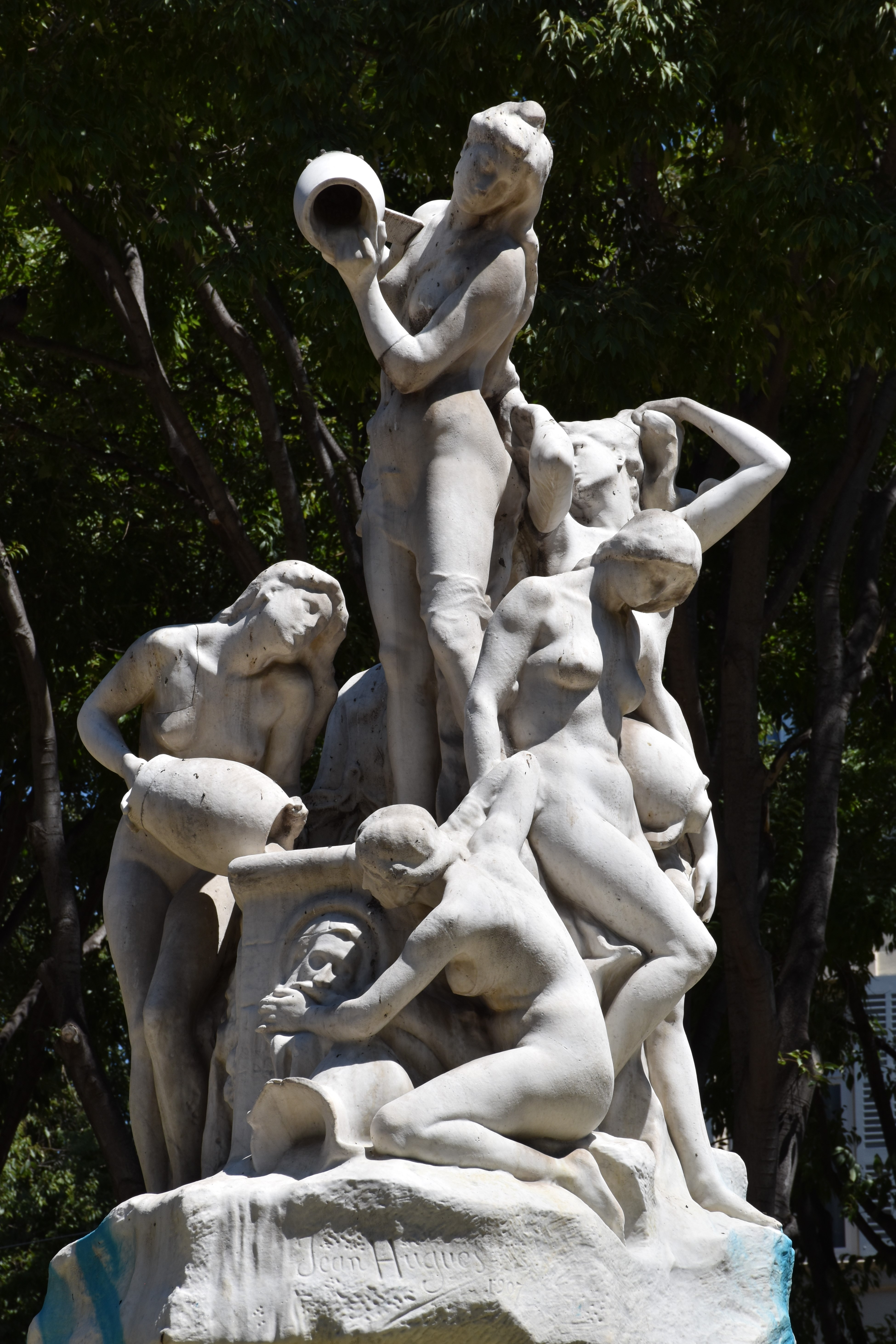
Fontaine des Danaïdes (1907, détail), Marseille, square Stalingrad.

  - square Stalingrad : Fontaine des Danaïdes, 1907, groupe en marbre, (321 × 180 × 170 cm[Noet 7].
- Paris :
  - Bibliothèque nationale de France, site Richelieu : La Gravure, 1891, marbre[8].
  - École nationale supérieure des beaux-arts : Homère, accompagné de son jeune guide, chante ses poésies dans une ville de la Grèce, bas-relief en plâtre[9].
  - gare du musée d'Orsay : Bordeaux, 1900, une des trois statues monumentales représentent les trois principales destinations desservies par la Compagnie d'Orléans : Bordeaux, Toulouse et Nantes ; elles sont l'œuvre respectivement de Jean-Baptiste Hugues, Laurent Marqueste et Jean-Antoine Injalbert[Noet 8].
  - jardin des Tuileries : La Misère ou L'Homme et sa misère, 1907, groupe en marbre[10], (286 × 108 × 114 cm[Noet 9].
  - manufacture nationale des Gobelins : La Chimie, La Teinture, Le Carton et La Tapisserie, quatre des huit médaillons en bas-reliefs ornant la façade de la manufacture et rendant hommage aux différents métiers rencontrés dans la chaîne de fabrication[Noet 10]. Les quatre autres médaillons ont été sculptés par Louis Convers et représentent La Tonte, Le Lavage, Le Filage et La Corderie.
  - musée d'Orsay : 
    - Ombres de Paolo et Francesca da Rimini, 1877, esquisse en plâtre pour le prix de Rome[11] ;
    - Œdipe à Colone, 1885, groupe en marbre[12] ;
    - Pasteur assis, 1899-1900, esquisse en terre cuite pour la statue de la Sorbonne[13] ;
    - Muse de la source, 1900, groupe en marbre et bronze[14] ;
    - La Vigne, statuette en terre cuite[15] ;
    - Mademoiselle Rateau, buste en plâtre patiné[16] ;
    - Paysan, groupe en terre cuite[17].Portrait du peintre Jean-Joseph Weerts (1884), Saint-Quentin, musée Antoine-Lécuyer.

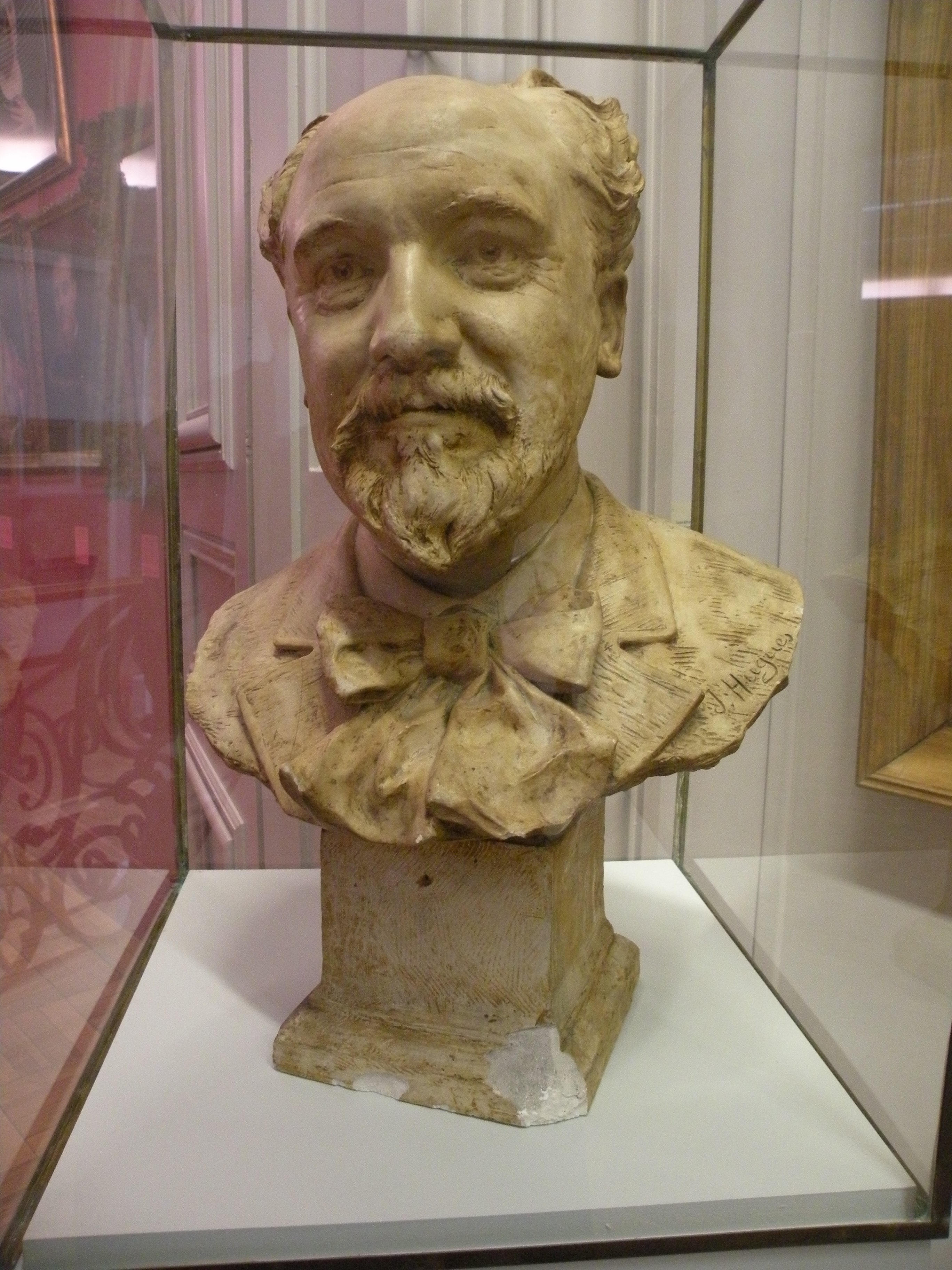
Portrait du peintre Jean-Joseph Weerts (1884), Saint-Quentin, musée Antoine-Lécuyer.

  - Petit Palais : neuf bas-reliefs en pierre de 140 × 280 cm représentant L'Ébénisterie, Les Lettres, L'Architecture, Les Sciences, La Ferronnerie, Le Vin, La Poterie, Les Fleurs et La Sculpture[Noet 11].
  - Sorbonne, cour d'honneur : Louis Pasteur, 1899-1900, statue en pierre d'Euville, 195 × 100 × 160 cm[Noet 12]. Pasteur est représenté assis sur un large fauteuil examinant un flacon de culture microbienne qu'il tient de la main gauche. Une cornue est figurée à ses pieds afin d'évoquer ses expériences lui ayant permis de réfuter la théorie de la génération spontanée. Cette statue est le pendant de celle de Victor Hugo sculptée par Laurent Marqueste.
- Roubaix :
  - La Piscine : 
    - Femme jouant avec son enfant, 1881, groupe en marbre[18]. Dépôt du fonds national d'art contemporain en 1903 ;
    - Jean-Joseph Weerts, 1888, buste en marbre, 43 × 44 × 28 cm[19].

  - École nationale supérieure des arts et industries textiles, fronton droit : Les Sciences, 1887, bas-relief en pierre[Noet 11].
- Saint-Quentin, musée Antoine-Lécuyer : Portrait du peintre Jean-Joseph Weerts, 1884, buste en plâtre patiné[20].
- Tarascon : Monument aux morts, 1922, pierre[21].
- Tours :
  - basilique Saint-Martin : Saint Martin, statue sommitale en bronze, 4,25 m[22].
  - gare, façade : Limoges et Nantes, statues en pierre. la façade de la gare est décorée de quatre statues représentant chacune une grande ville desservie par le réseau ferré. Au centre se trouvent les statues de Bordeaux et Toulouse sculptées par Jean-Antoine Injalbert et à chaque extrémité celles de Jean-Baptiste Hugues[Noet 8].
  - hôtel de ville, fronton : Le Courage et la Force, aile ouest. L'Éducation et la Vigilance d'Alphonse Cordonnier orne le fronton de l'aile est[Noet 13].

Œuvres de Jean-Baptiste Hugues
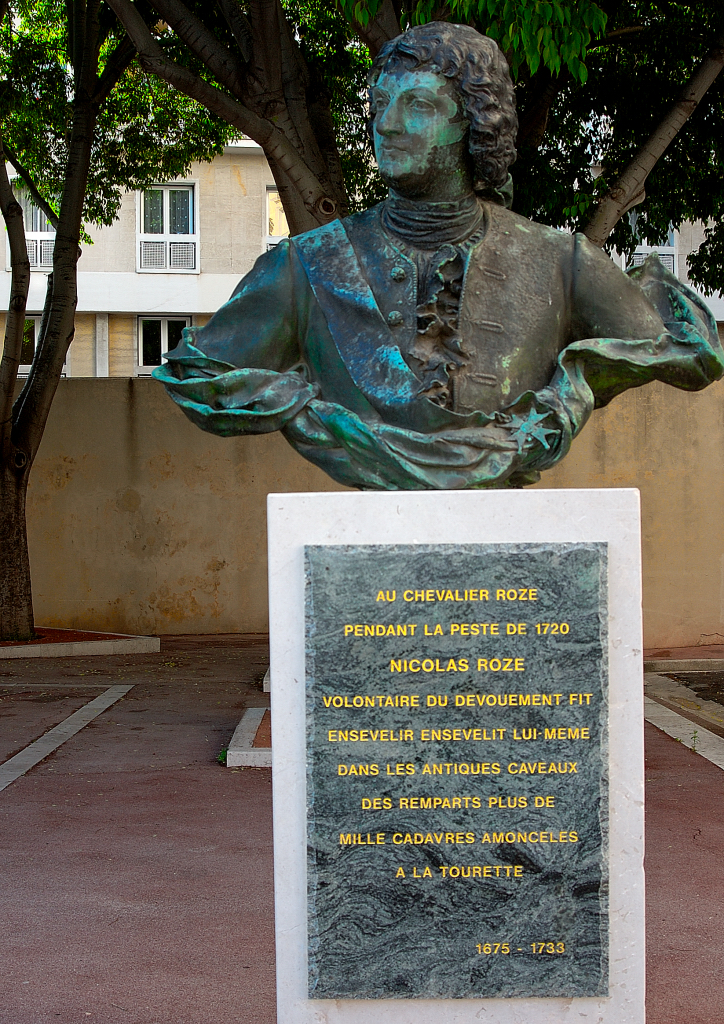
Monument au chevalier Roze (1880), Marseille, place Fontaine-Rouvière.
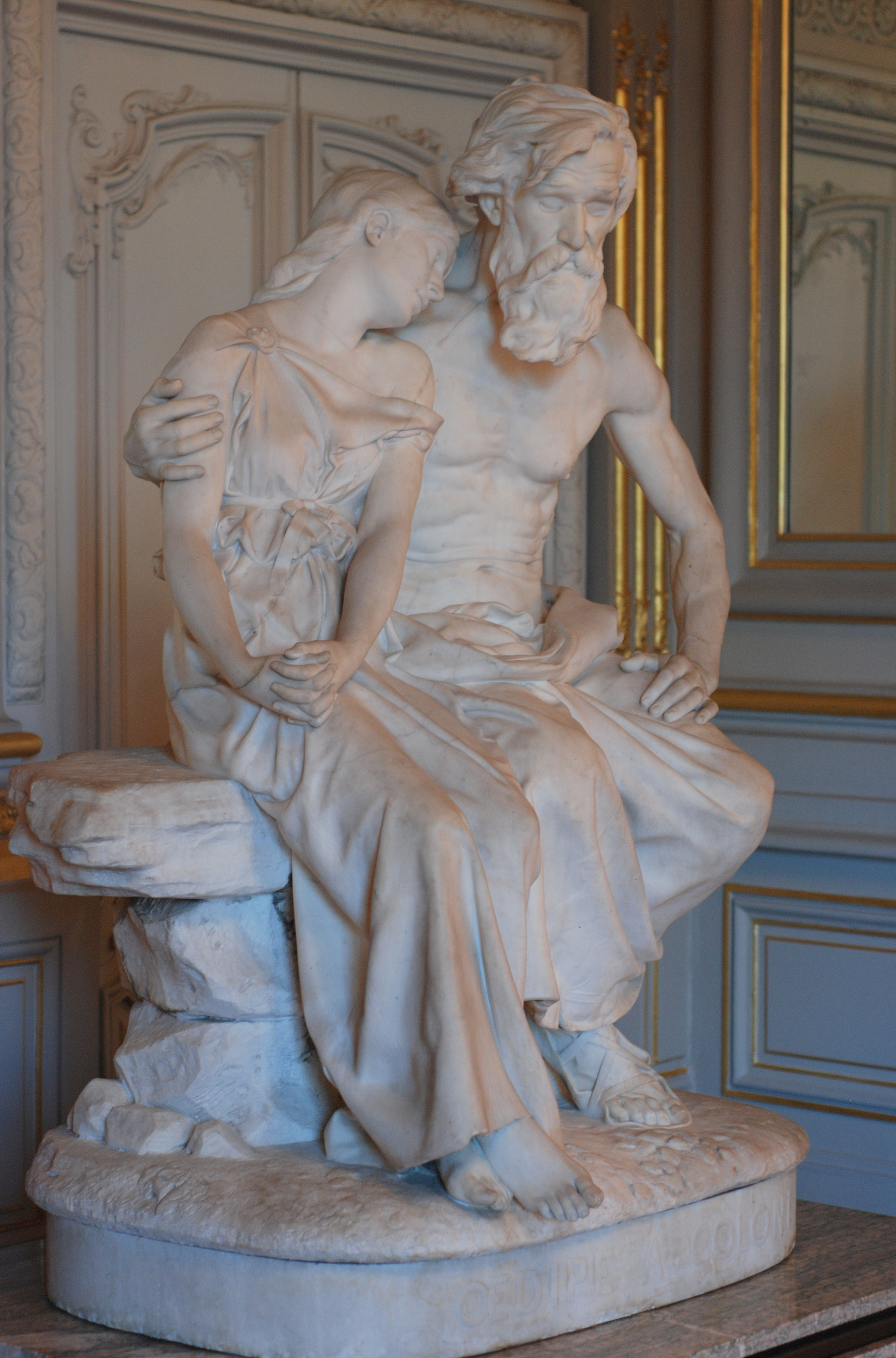
Œdipe à Colone (1885), Paris, musée d'Orsay.
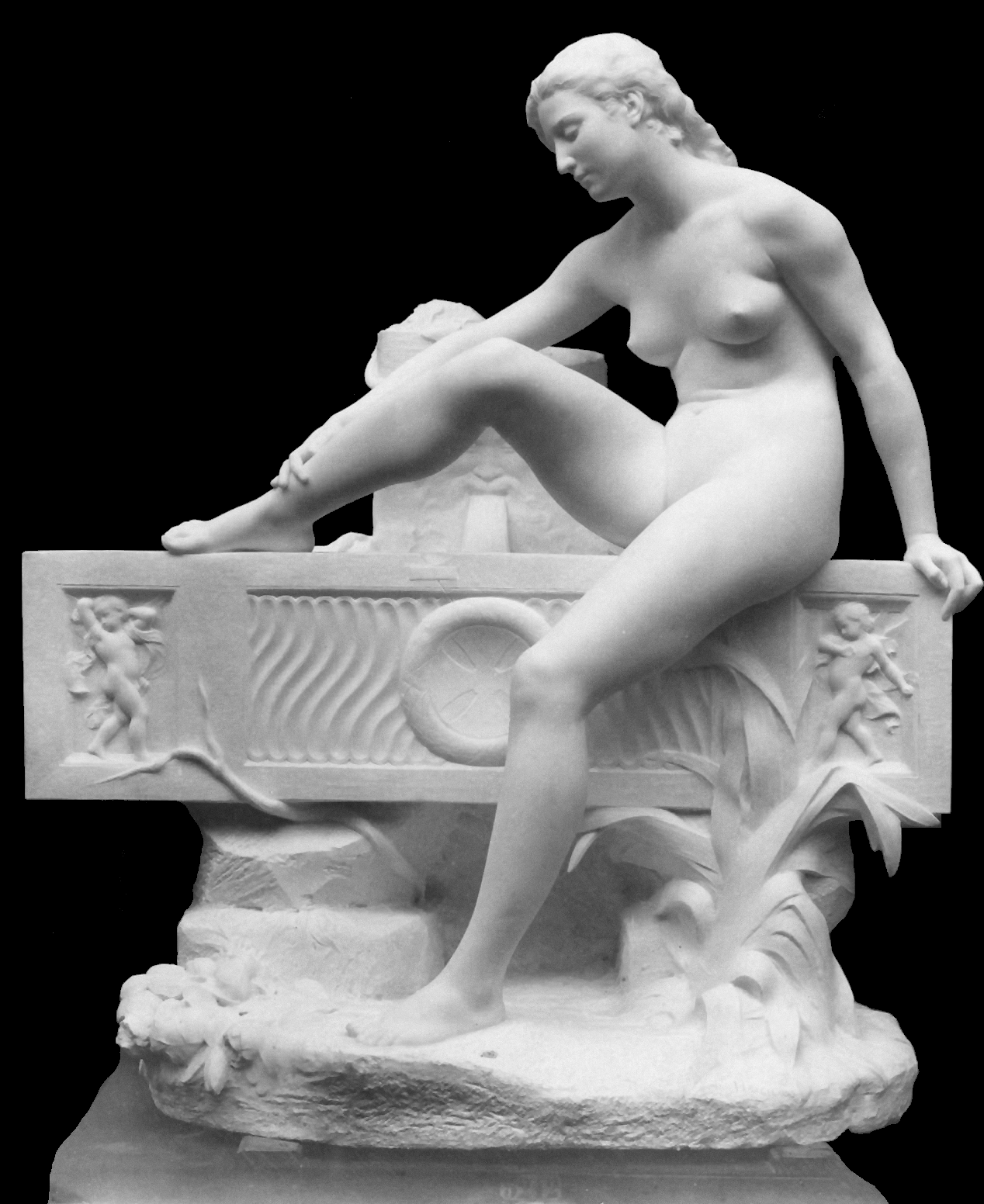
Muse de la source (1893), Chartres, jardin d'horticulture.
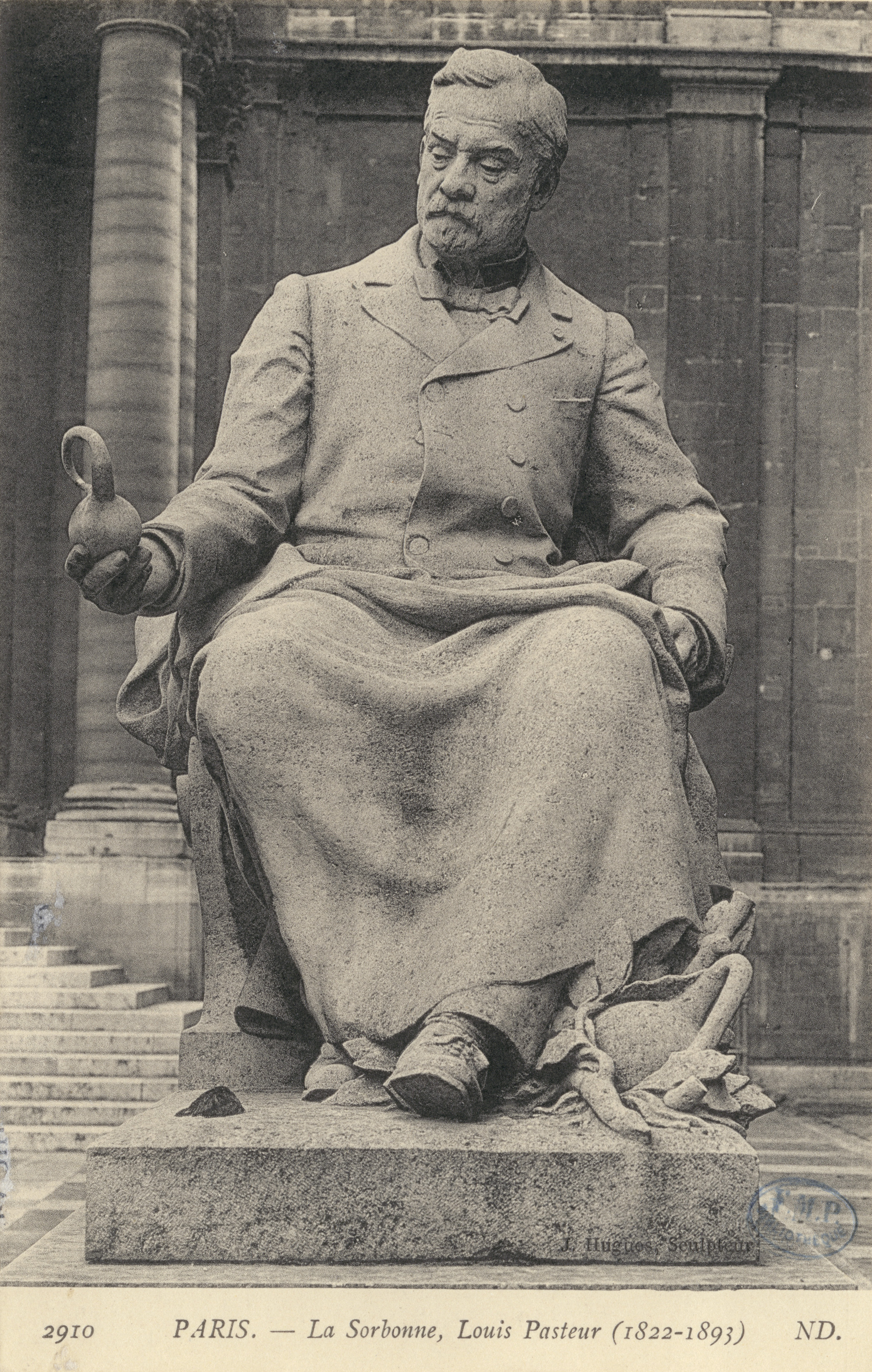
Louis Pasteur (1899-1900), Paris, cour d'honneur de la Sorbonne.
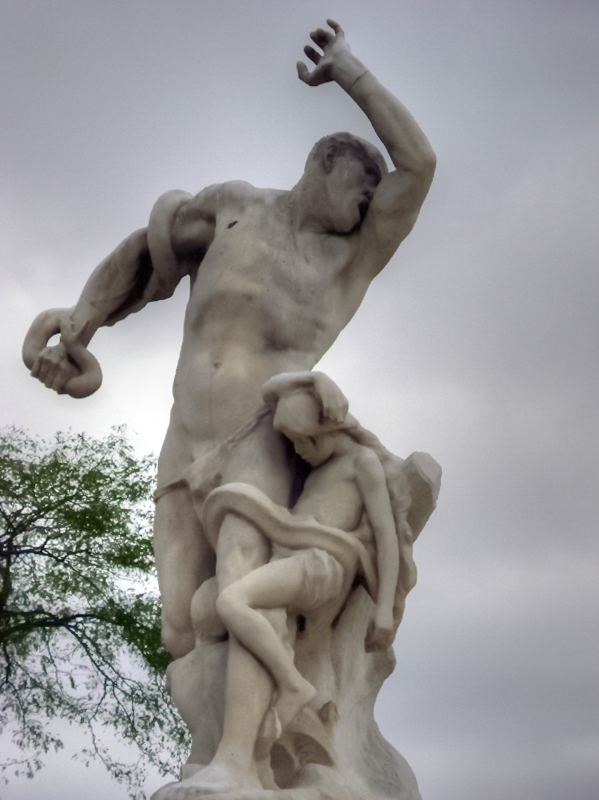
L'Homme et sa misère (1907), Paris, jardin des Tuileries.
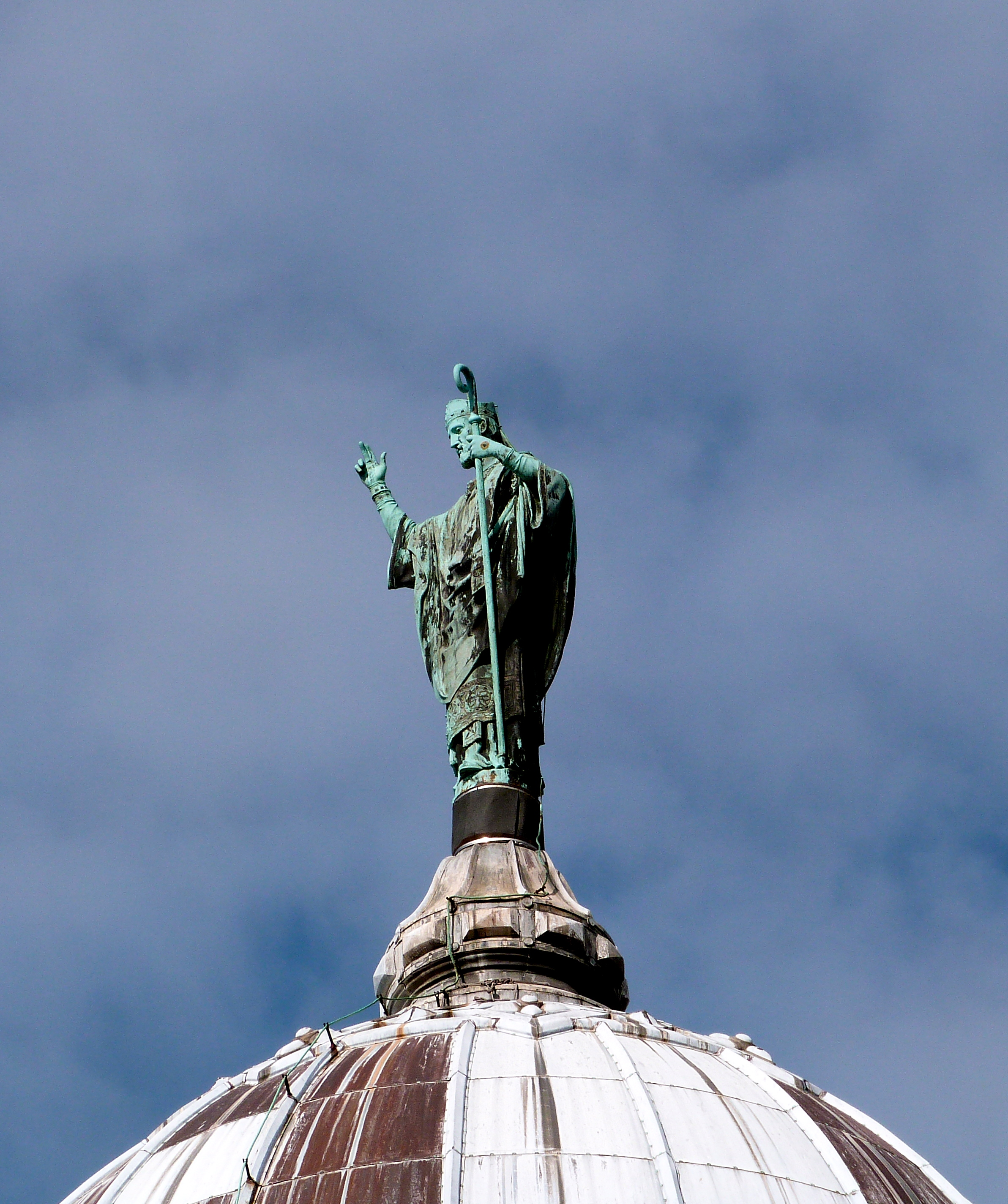
Saint Martin, dôme de la basilique Saint-Martin de Tours.

### Ouvrage de Laurent Noet
1. ↑  Noet 2002, p. 115
2. ↑  Noet 2002, p. 87
3. ↑  Noet 2002, p. 110
4. ↑  Noet 2002, p. 109
5. ↑  Noet 2002, p. 114
6. ↑  Noet 2002, p. 85
7. ↑  Noet 2002, p. 125
8. 1 2  Noet 2002, p. 117
9. ↑  Noet 2002, p. 131
10. ↑  Noet 2002, p. 118
11. 1 2  Noet 2002, p. 98
12. ↑  Noet 2002, p. 123
13. ↑  Noet 2002, p. 121

### Autres références
1. ↑  « 201 E 2757 - 1849/Avril Archives départementales des Bouches-du-Rhône », sur Archives départementales des Bouches-du-Rhône (consulté le 21 septembre 2023), p. 26 sur 52
2. ↑  Archives de Paris acte de décès no 1902, vue 26 / 31.
3. ↑  Homère, base Catzarts.
4. ↑  « Œdipe à Colone » sur cnap.fr.
5. ↑  Laurent Noet, Jean-Baptiste Hugues, un sculpteur sous la IIIe République, Éditions Théles, 2002  (ISBN 2-84776-016-4).
6. ↑  « Cote 19800035/187/24312 », base Léonore, ministère français de la Culture.
7. ↑  Ravenne, Musenor.
8. ↑  La Gravure, CNAP
9. ↑  Notice no 50510013494, sur la plateforme ouverte du patrimoine, base Joconde, ministère français de la Culture.
10. ↑  La Misère, CNAP.
11. ↑  Ombre de Paolo et Francesca, notice du musée d'Orsay.
12. ↑  Œdipe à Colone, notice du musée d'Orsay.
13. ↑  Louis Pasteur assis, notice du musée d'Orsay.
14. ↑  Muse de la source, notice du musée d'Orsay.
15. ↑  La Vigne, notice du musée d'Orsay.
16. ↑  Mademoiselle Rateau, notice du musée d'Orsay.
17. ↑  « Paysan », notice no 000SC013736, sur la plateforme ouverte du patrimoine, base Joconde, ministère français de la Culture.
18. ↑  Albums des salons du XIXe siècle ; Salon de 1881, base Mistral.
19. ↑  Jean-Joseph Weerts, Musenor.
20. ↑  « Portrait du peintre Jean-Joseph Weerts », notice no 07930000353, sur la plateforme ouverte du patrimoine, base Joconde, ministère français de la Culture.
21. ↑  « Monument aux morts », notice no MHR93_20101302171, sur la plateforme ouverte du patrimoine, base Mémoire, ministère français de la Culture
22. ↑  unregardsurtours.blogspot.fr.